# La Flamengrie (Nord)
La Flamengrie ist eine französische Gemeinde mit 433 Einwohnern (Stand 1. Januar 2022) im Département Nord in der Region Hauts-de-France. Sie gehört zum Kanton Aulnoye-Aymeries im Arrondissement Avesnes-sur-Helpe. 

## Geografie
Die Gemeinde La Flamengrie liegt 13 Kilometer ostsüdöstlich von Valenciennes im Regionalen Naturpark Avesnois an der Grenze zu Belgien. Sie grenzt im Norden an Honnelles (Belgien), im Nordosten an Bettrechies, im Osten und Süden an Saint-Waast, im Südwesten an Preux-au-Sart (Berührungspunkt) und im Westen an Wargnies-le-Petit.

## Bevölkerungsentwicklung
| Jahr                       | 1962 | 1968 | 1975 | 1982 | 1990 | 1999 | 2007 | 2013 | 2020 |
| Einwohner                  | 344  | 268  | 208  | 305  | 317  | 355  | 401  | 389  | 436  |
| Quellen: Cassini und INSEE |      |      |      |      |      |      |      |      |      |

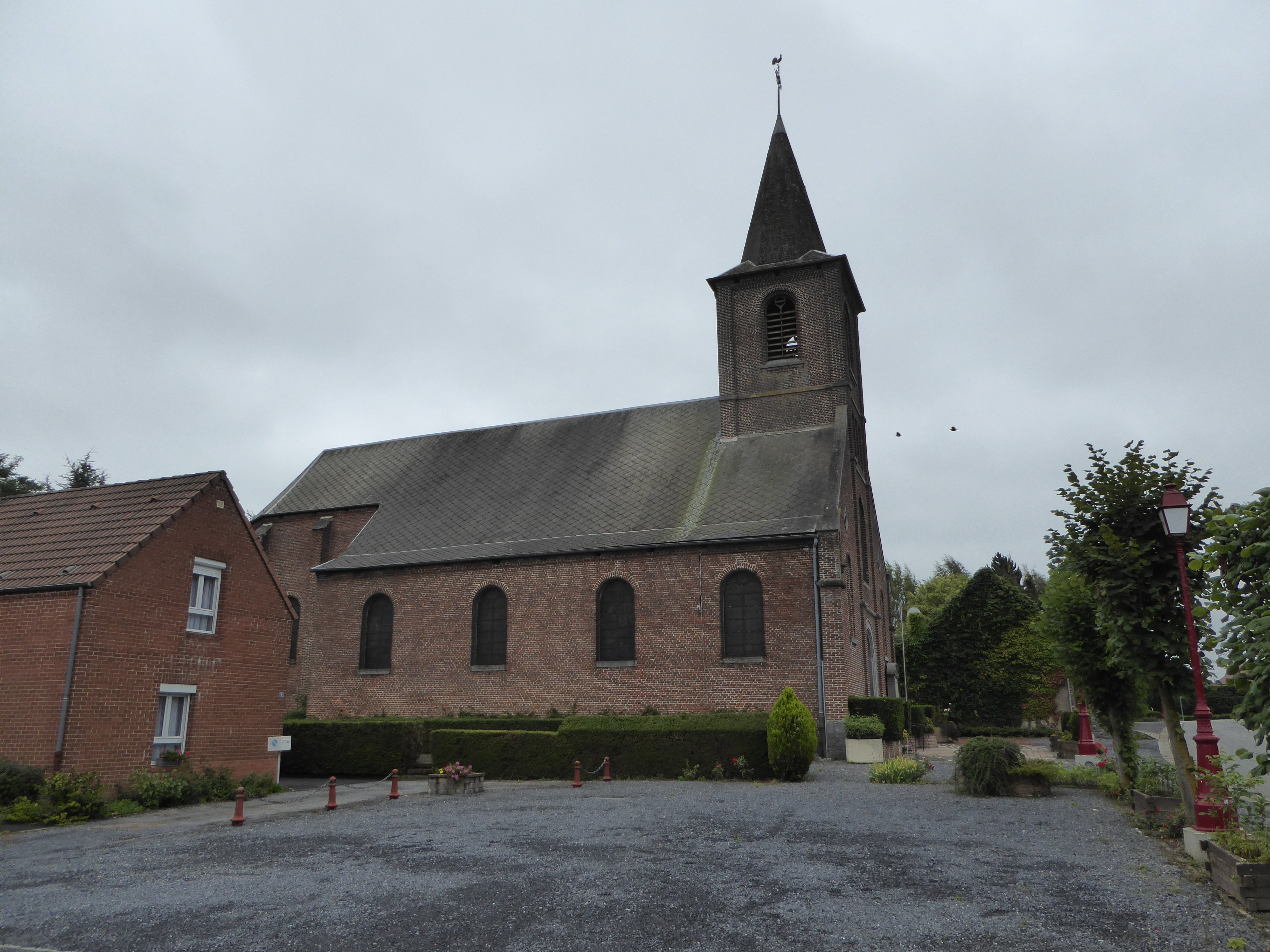
Kirche Saint-Gilles
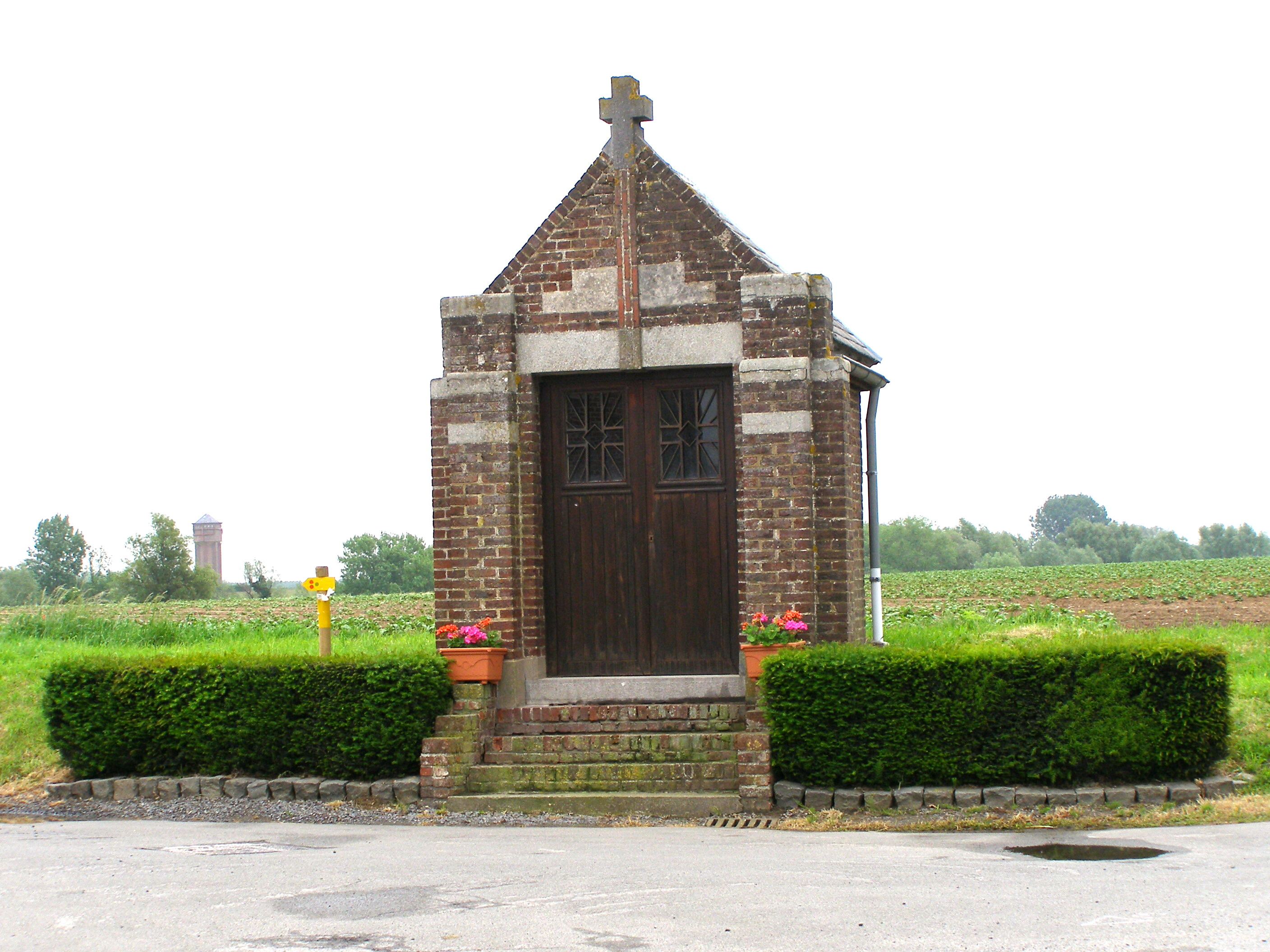
Oratorium
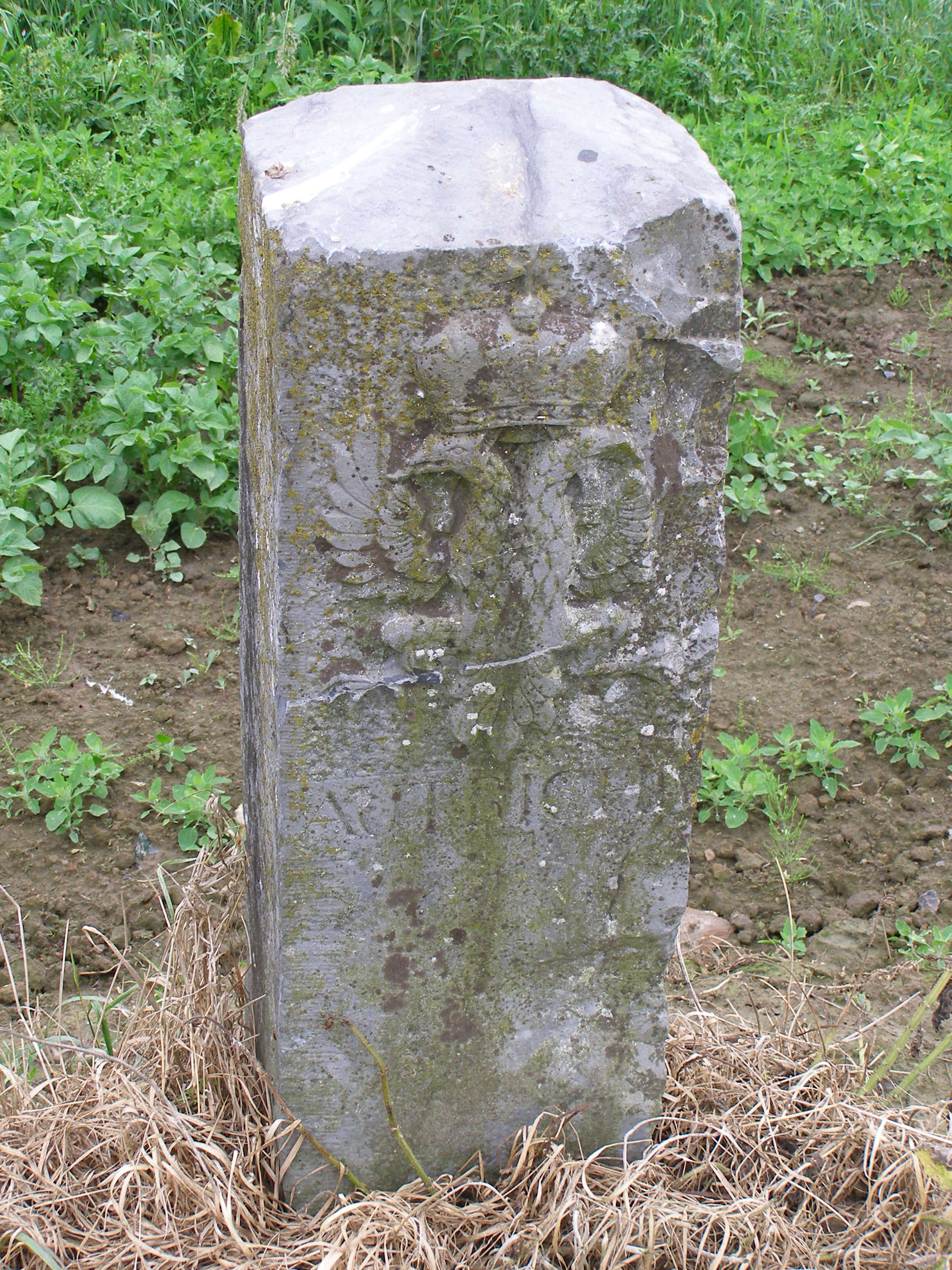
Grenzstein zu Belgien